# Merckeghem
Merckeghem là một xã ở tỉnh Nord ở miền bắc nước Pháp. Xã này có diện tích 10,73 kilômét vuông, dân số năm 1999 là 540 người. Xã nằm ở khu vực có độ cao trung bình 62 mét trên mực nước biển.